# Jeff Ayres
Jeffrey Curtis "Jeff" Ayres (ur. 29 kwietnia 1987 w Ontario jako Jeffrey Curtis Orcutt) – amerykański koszykarz, skrzydłowy, mistrz NBA, obecnie zawodnik Nagoja Diamond Dolphins.
Wcześniej występował jako Jeff Pendergraph, pod nazwiskiem swojego ojczyma. W 2013 roku powrócił do nazwiska swojego biologicznego ojca - Jamesa Ayresa.
31 października 2015 został wybrany w drafcie do D-League przez Idaho Stampede z numerem 1. 23 stycznia 2016 roku podpisał 10-dniowy kontrakt z Los Angeles Clippers, a następnie 2 lutego kolejny. 12 lutego klub Clippers nie odnowił umowy, wobec powyższego został wolnym agentem i 8 dni później trafił do Idaho Stampede z D-League, gdzie już tego samego wieczoru zasiadł na ławce zespołu. 4 marca trafił do Los Angeles D-Fenders, w zamian za wybór draftu 2016 roku. 16 marca zasilił ponownie szeregi Clippers, podpisując umowę do końca sezonu.
12 sierpnia 2017 został zawodnikiem tureckiego Eskisehir Basket.

## Osiągnięcia
Stan na 26 września 2020, na podstawie, o ile nie zaznaczono inaczej.
NCAA
- Uczestnik fazy Round of 32 turnieju NCAA (2009)
- Zaliczony do:
  - I składu:
    - konferencji Pac-12 (2009)
    - turnieju konferencji Pac-12 (2009)
    - pierwszoroczniaków konferencji Pac-12 (2006)

  - III składu konferencji Pac-12 (2008)
  - składu All-Pac-12 Honorable Mention (2007)
- Lider NCAA w skuteczności rzutów z gry (2009)[11]

NBA
- Mistrz NBA (2014)[1]

Indywidualne
- Zaliczony do I składu D-League (2016)[12]
- Uczestnik meczu gwiazd ligi tureckiej (2018)[13]
- Lider:
  - D-League w skuteczności rzutów z gry (2017)
  - ligi japońskiej w zbiórkach (2020)